# Manifesto ao Mundo
O Manifesto ao Mundo, publicado em 1849, foi um documento escrito pelos revolucionários da Revolta Praieira, cujas principais condições eram:
1. Voto livre e universal do povo brasileiro
2. A plena e absoluta liberdade de comunicar os pensamentos por meio da Imprensa
3. O trabalho como garantia de vida para os cidadãos Brasileiros
4. O comércio a retalho só para os cidadãos Brasileiros
5. A inteira e efetiva independência dos poderes constituídos
6. A extinção do Poder Moderador e do direito de agraciar
7. O elemento federal na nova organização
8. Completa reforma do poder judicial, em ordem a assegurar as garantias dos direitos individuais dos cidadãos
9. Extinção da lei do juro convencional
10. Extinção do atual sistema de recrutamento
11. Expulsão dos portugueses

FONTE: "História das Idéias Socialistas no Brasil, de Vamireh Chacon, editora do Senado Federal, coleção Bernardo Pereira de Vasconcelos"